# Jupp Besselmann
Josef „Jupp“ Besselmann (* 21. November 1909 in Paderborn; † 26. Mai 1983) war ein deutscher Boxer. Er war Europameister bei den Amateur- und bei den Berufsboxern.

## Werdegang

### Amateurlaufbahn
Jupp Besselmann war Mitglied des SC Colonia 06, der in der Zeit um 1930 der erfolgreichste deutsche Amateur-Boxclub war. Er wurde dort von Cheftrainer Ludwig Neecke zu einem hervorragenden Boxer ausgebildet. 1930 wurde er mit knapp 20 Jahren mit einem Sieg über den Münchener Muysers deutscher Meister im Weltergewicht. Im gleichen Jahr wurde er in Budapest auch Europameister im Weltergewicht mit einem Finalsieg über den Polen Witold Majchrzycki. Mit diesem Sieg war Jupp Besselmann der vierte Europameister, den Ludwig Neecke beim SC "Colonia" von 1927 bis 1930 hervorgebracht hat. Die drei anderen waren Jakob Domgörgen, Franz Dübbers und Hein Müller.

### Profilaufbahn
Kurz nach dem Gewinn des Europameistertitels trat Jupp Besselmann zu den Berufsboxern über. Er bestritt seinen ersten Kampf am 10. Oktober 1930 in Mainz und siegte dabei durch K. o. in der 1. Runde über den Belgier Eloy. In den folgenden zwei Jahren blieb Jupp Besselmann in 24 Kämpfen unbesiegt. Am 10. September 1932 boxte er dann in Dortmund gegen den deutschen Meister im Weltergewicht Gustav Eder um dessen Titel. Jupp Besselmann lieferte Gustav Eder einen ausgeglichenen Kampf, der unentschieden endete, womit Eder Titelhalter blieb.
Am 5. August 1933 kam es in Dortmund zum Revanchekampf mit Gustav Eder, der diesen Kampf durch K. o. in der 6. Runde gewann. Jupp Besselmann wechselte daraufhin in das Mittelgewicht, um dem ständigen kräftezehrenden Gewichtmachen für das Weltergewicht zu entgehen. In seiner neuen Gewichtsklasse kämpfte er am 5. Oktober 1934 in Berlin mit dem Hamburger Fred Boelck um die deutsche Meisterschaft. Jupp Besselmann gewann über 12 Runden nach Punkten und war damit deutscher Meister  im Mittelgewicht. Am 8. Februar 1935 verteidigte er diesen Titel erstmals durch einen K.-o.-Sieg in der 8. Runde über Erwin Bruch.
Nach einem Punktsieg am 6. April 1935 in Köln über Hein Domgörgen verteidigte Jupp Besselmann seinen deutschen Meistertitel in den Jahren 1935 bis 1937 noch dreimal erfolgreich gegen Fred Boelck, Walter Müller und Erwin Bruch. Am 21. Januar 1938 erhielt Jupp Besselmann dann die Chance im Sportpalast zu Berlin gegen den erfahrenen Belgier Gustave Roth um die IBU-Weltmeisterschaft und die EBU-Europameisterschaft im Halbschwergewicht zu boxen. Der Supertechniker Roth verstand es dabei geschickt sich den Puncher Besselmann vom Leibe zu halten und gewann deshalb nach 15 Runden nach Punkten. Nach diesem ersten erfolglosen Versuch startete Jupp Besselmann am 7. April 1938 in Berlin einen zweiten Versuch diese beiden Titel zu gewinnen, dieses Mal aber im Mittelgewicht. Er scheiterte aber erneut, denn er unterlag dem Franzosen Edouard Tenet durch technischen K. o. in der 12. Runde.
Nach einem Unentschieden gegen den holländischen Ex-Europameister Bep van Klaveren am 9. März 1939 in Berlin verteidigte Jupp Besselmann seinen deutschen Meistertitel im Mittelgewicht am 16. April 1940 in Berlin durch ein Unentschieden erfolgreich gegen Gustav Eder und am 3. November 1940, wieder in Berlin, gegen den Wiener Hein Wiesner, den er nach 12 Runden nach Punkten besiegte. Am 23. Mai 1942 holte sich dann Jupp Besselmann in Stuttgart durch einen Punktsieg nach 15 Runden über den Italiener Mario Casadei auch den Europameistertitel im Mittelgewicht. Bis zum Kriegsende verteidigte er diesen Titel nur am 20. Januar 1942 in Hamburg durch einen Punktsieg nach 15 Runden über den Niederländer Luc van Dam.
Von Mitte 1947 bis zum 9. September 1950 bestritt Jupp Besselmann dann noch 17 Kämpfe, von denen er nur einen verlor. Dies war am 3. September 1949 im Müngersdorfer Stadion zu Köln. Inzwischen 40 Jahre alt boxte er dabei vor 25.000 Zuschauern gegen den jungen Peter Müller aus Köln, dem er nach acht Runden nach Punkten unterlag. Seinen letzten Kampf als Profi bestritt er am 9. September 1950 in Frankfurt und erzielte dabei einen K.-o.-Sieg in der 2. Runde über den weitgehend unbekannten Erich Wiskandt.
Nach seiner aktiven Zeit als Boxer gab Jupp Besselmann seinen reichen Erfahrungsschatz an viele andere Berufsboxer, die er trainierte und betreute, weiter. Die bekanntesten von ihnen waren Heinz Neuhaus, Peter Müller und Erich Schöppner.